# Estação Liceu

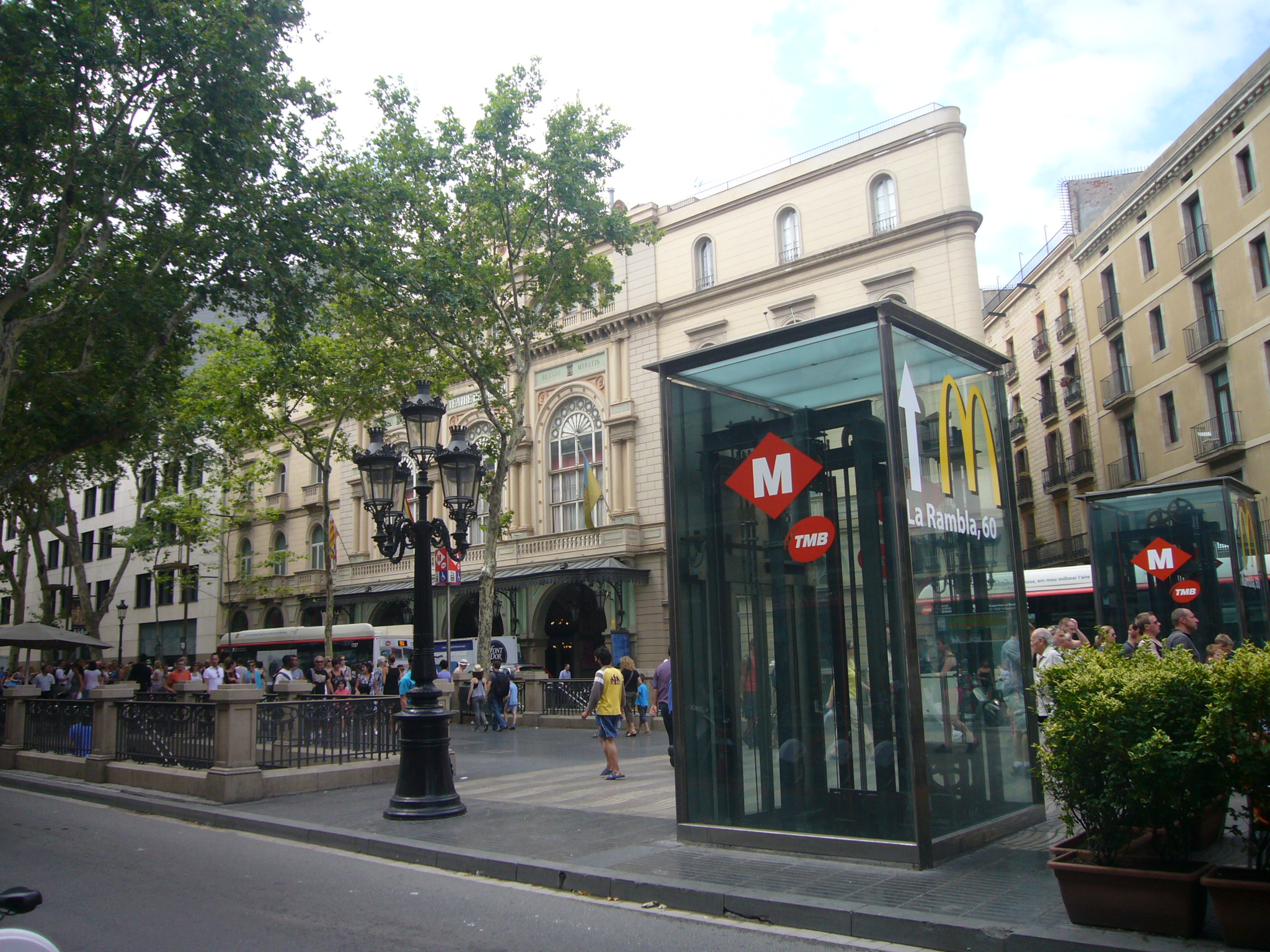
Elevador de acesso a estação.

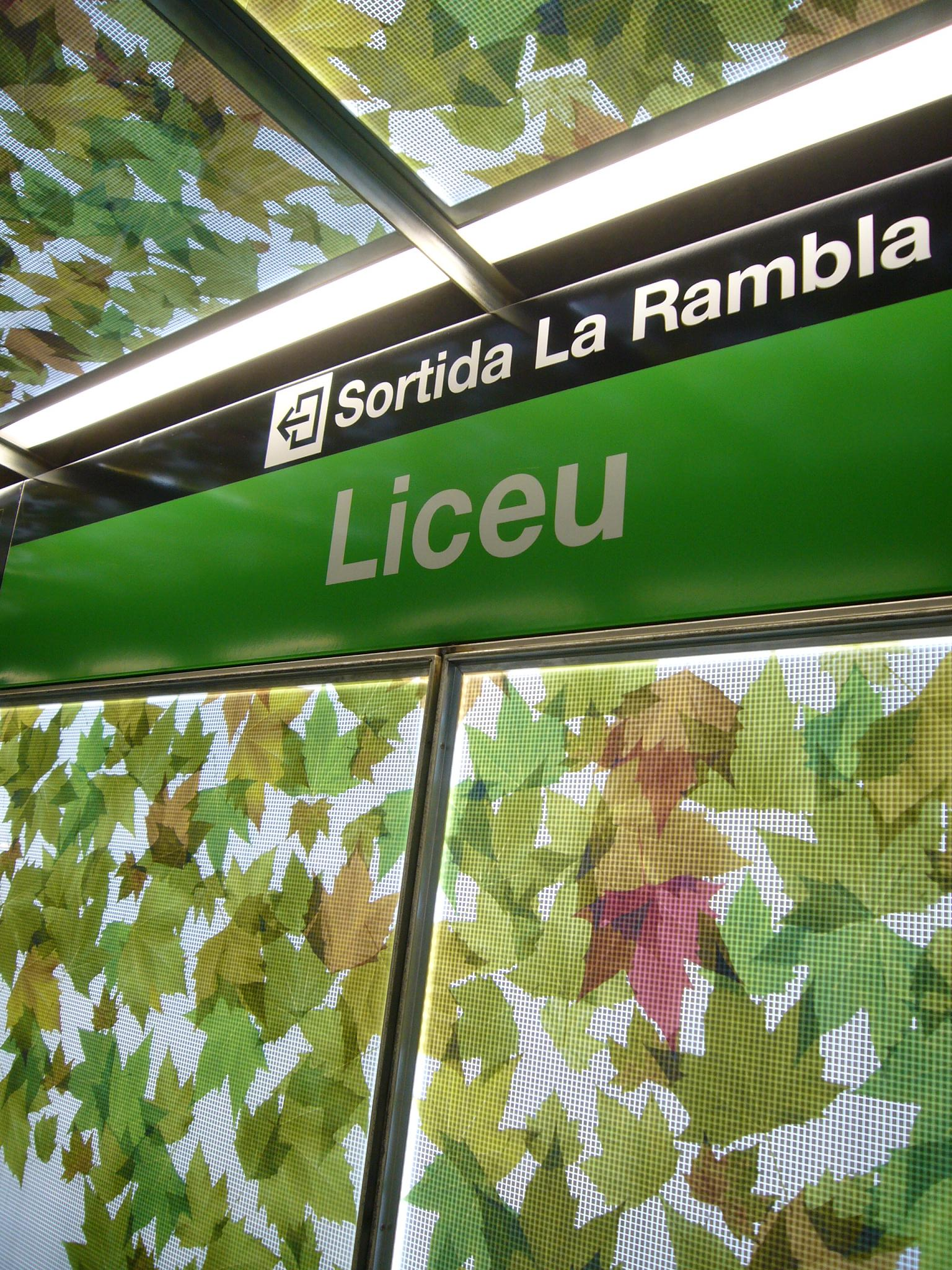
Decoração temática implantada em 2008.

Liceu é uma estação metroviária da linha Linha 3 do Metro de Barcelona.

## Localização
A estação está situada sob a La Rambla entre Gran Teatre del Liceu e Mercat de la Boqueria no Barri Gòtic, parte do distrito de Ciutat Vella de Barcelona. É servido pela linha L3 do Metro de Barcelona operada pelo Transportes Metropolitanos de Barcelona (TMB).

## Características
A estação foi construída em um único nível, no qual existem duas vias servidas por duas plataformas laterais. A estação tem dois acessos da rua, com no final da estação Teatre del Liceu e o outro no final do Mercat. Cada entrada leva apenas a uma das duas plataformas, e não há conexão entre as duas plataformas sem sair da estação e retornar ao nível da rua.

## Acessos
- La Rambla / Mercat de la Boqueria [4]
- La Rambla / Teatre Liceu